# Chilorhinophis gerardi
Chilorhinophis gerardi – gatunek jadowitego węża z podrodziny aparalakt (Aparallactinae) w rodzinie gleboryjcowatych (Atractaspididae).
Wyróżnia się 2 podgatunki należące do tego gatunku:
- Chilorhinophis gerardi tanganyikae Loveridge, 1951
- Chilorhinophis gerardi gerardi (Boulenger, 1913)

Najdłuższa zanotowana samica mierzyła 44,5 centymetra, samiec zaś 40 centymetrów.
Samica w lecie składa 6 wydłużonych jaj o wymiarach 30 x 6 mm. Gatunek ten żywi się innymi wężami oraz jaszczurkami.
Występują na sawannach w południowej połowie Afryki – na terenie Zambii, Tanzanii, Zimbabwe i południowej Demokratycznej Republiki Konga.
Węże te żyją na terenach trawiastych.